# Ludwin (gromada)
Ludwin – dawna gromada, czyli najmniejsza jednostka podziału terytorialnego Polskiej Rzeczypospolitej Ludowej w latach 1954–1972.
Gromady, z gromadzkimi radami narodowymi (GRN) jako organami władzy najniższego stopnia na wsi, funkcjonowały od reformy reorganizującej administrację wiejską przeprowadzonej jesienią 1954 do momentu ich zniesienia z dniem 1 stycznia 1973, tym samym wypierając organizację gminną w latach 1954–1972.
Gromadę Ludwin z siedzibą GRN w Ludwinie utworzono – jako jedną z 8759 gromad na obszarze Polski – w powiecie lubartowskim w woj. lubelskim na mocy uchwały nr 11 WRN w Lublinie z dnia 5 października 1954. W skład jednostki weszły obszary dotychczasowych gromad Ludwin wieś, Ludwin kol., Zezulin Dalszy, Grądy, Godziembów i Dratów ze zniesionej gminy Ludwin w tymże powiecie. Dla gromady ustalono 15 członków gromadzkiej rady narodowej.
1 stycznia 1960 do gromady Ludwin włączono wieś Krzczeń oraz kolonie Dratów, Dąbrowa i Krzczeń ze zniesionej gromady Rogóźno w tymże powiecie.
1 stycznia 1962 do gromady Ludwin włączono wieś Zezulin, kolonię Zezulin Niższy, kolonię Przymuszew, kolonię Kocia Góra i kolonię Radzic Stary ze zniesionej gromady Zezulin w tymże powiecie.
1 stycznia 1969 do gromady Ludwin włączono obszar zniesionej gromady Piaseczno w tymże powiecie.
Gromada przetrwała do końca 1972 roku, czyli do kolejnej reformy gminnej. 1 stycznia 1973 w powiecie lubartowskim reaktywowano gminę Ludwin (od 1999 gmina Ludwin znajduje się w powiecie łęczyńskim w woj. lubelskim).